# 王勢籠神社 (上野原市)
王勢籠神社（おせろう じんじゃ）は、山梨県上野原市和見に所在する神社。別称に王勢籠権現。祭神は日本武尊（ヤマトタケル、『甲斐国社記・寺記』に拠る）。
所在する上野原市和見は山梨県東部の郡内地方に位置する。上野原市和見に里宮が所在し、隣接する大月市七保町浅川の権現山（別称に大勢籠山）山頂に奥宮が所在する。里宮は神主宅敷地に所在するが、現在は無住となっている。狼を神使とする狼信仰の神社で、神犬の数を75匹とする特徴を持つ。ご利益は火盗災難避け、害獣防除で、毎年5月には例祭が行われ神犬の札が配られている。
創建年代は不明であるが、文化年間に編纂された『甲斐国志』巻七ニ神社部第十七下都留郡郡内領には当社に比定される「大勢篭（オホムレ）権現」の記述があり、その頃には存在していたと考えられており、村絵図にも記されている。また、旧神主宅には天保15年（1844年）社殿修復の寄進帳も伝来している。
『国志』同条には駒宮村トチ木の「王勢篭権現」や大倉村の「王勢篭権現」、西原村ヘハイの「大威竜権現」などの小社の記述があり、当社から勧請されて成立したと考えられており、これらの小社は権現山を取り巻くように所在している。
権現山を挟んで和見地区の反対に位置する大月市七保町浅川の個人宅には当社に関係する版木や棟札が伝来している。これらの資料が伝来した経緯は不明であるが、2009年に調査・報告された時点では版木4点、棟札1点が確認される。版木には狼信仰に関係する狼や天狗の図像などが彫られている。また、「大勢籠大権現」などの文字があり、一点の版木からは赤外線カメラによる撮影で文化13年（1816年）の年紀が確認され、『甲斐国志』の創建年代を補強する資料となった。棟札は社殿再建の際に奉納されたもので、安政5年（1858年）9月の年紀が記されている。
狼信仰は江戸時代中後期に流行し、武蔵国の三峰神社（埼玉県秩父市三峰）、武蔵御嶽神社（東京都青梅市御岳山）を中心に甲斐国東部、武蔵国西部、相模国南部に信仰圏が存在している。甲斐国では王勢籠権現のほか御岳山の金桜神社（甲府市御岳町）などが狼信仰の神社として知られ、王勢籠権現は地理的に武蔵御嶽神社に近い。明治期には山中共古が甲州の狼信仰を紹介している。
棟札に記された安政5年9月には江戸を中心にコレラが流行し、コレラを引き起こすと考えられていた悪霊を退散させると信じられていた狼信仰が流行しており、当社の狼信仰も武蔵御嶽神社の影響のもと成立したと考えられている。